# Pas de la Faye
Le pas de la Faye est un col des Alpes françaises situé dans les Alpes-Maritimes.

## Géographie
Sur le territoire de la commune de Saint-Vallier-de-Thiey à 984 m d'altitude, il est traversé par la route départementale 6085 dite route de Castellane.

## Cyclisme
La 3e étape du Tour de France 2020 passe par ce col, pour une étape entre Nice et Sisteron. Le Français Anthony Perez passe en tête.